# Klimov TV2-117
Le Klimov TV2-117 (en russe : « Климов ТВ2-117 ») est un turbomoteur d'origine soviétique, conçu au début des années 1960 et propulsant l'hélicoptère de transport Mi-8. Il est considéré comme étant le moteur d'hélicoptère le plus populaire au monde, avec plus de 23 000 exemplaires produits, et il a accumulé au cours de sa carrière plus de 100 millions d'heures de service. 13 000 exemplaires volaient encore en 2017.

## Historique
Le TV2-117 a été conçu par le bureau de conception (OKB) dirigé par Sergueï Izotov entre 1959 et 1964. La fabrication en série a ensuite été assurée par le constructeur Klimov, à partir de 1965 et jusqu'à l'arrêt des lignes de production en 1997.
Conçu pour et équipant spécifiquement toutes les versions de l'hélicoptère utilitaire soviétique Mi-8 (et son dérivé naval Mi-14), il a depuis cédé sa place, sur les versions récentes de l'appareil, au plus moderne et plus puissant TV3-117, du même constructeur.

## Caractéristiques
Le TV2-117 est un turbomoteur double corps assez basique, doté d'un compresseur axial à 10 étages, dont les trois premiers sont dotés de guides à incidence variable, entraîné par une turbine à 2 étages. Entre les deux se trouve une chambre de combustion annulaire regroupant 8 tubes à flamme séparés sous un carénage commun (système désigné « cannular combustor » dans les pays occidentaux). Des clapets de décharge sont présents au niveau du sixième étage de compresseur. Derrière la turbine du générateur de gaz se trouve la turbine libre devant transmettre la puissance à l'arbre de sortie, elle-aussi constituée de deux étages. Le couple à appliquer à l'arbre de transmission est fourni par une boîte à engrenages de dimensions importantes située au-dessus du moteur. Cette boîte contient également les fixations pour le générateur/démarreur SG-18TP ou HS-18to, l'unité de commande SC-40, la pompe hydraulique PN-40R, le capteur de vitesse D-2, le régulateur de pompe à carburant HP-40VR et son filtre. Les moteurs sont assemblés par deux via une boîte de transmission BP-8A. La tuyère assurant l'échappement des gaz brûlés est disposée avec un angle de 60° par rapport à l'axe longitudinal du moteur.
D'une grande solidité, ce moteur a une durée de vie de 12 000 heures. Sa puissance maximale au décollage est établie à 1 500 chevaux à 12 000 tr/min (soit 1 103,09 kW), mais sa puissance en régime continu est de 1 000 chevaux (soit 735,39 kW).

## Versions

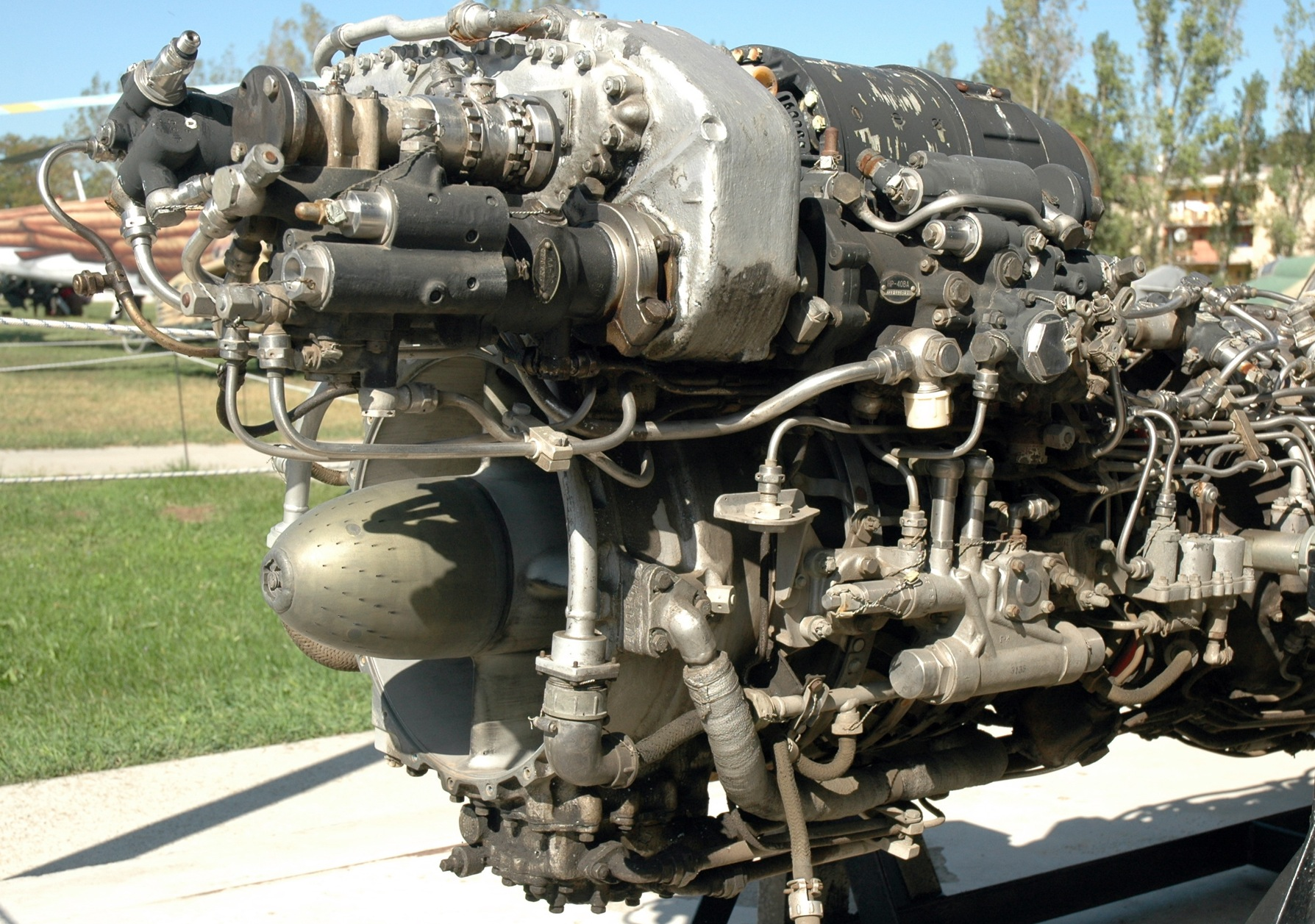
Un Klimov TV2-117A, exposé au musée de l'aviation hongroise, à Szolnok.

- TV2-117 : (en russe : « ТВ2-117 ») Version de production de base du moteur[2],[6] ;
- TV2-117A : (en russe : « ТВ2-117А ») Version améliorée, renforcée en particulier au niveau des pales du compresseur[2],[6] ;
- TV2-117AG : (en russe : « ТВ2-117АГ ») Version améliorée du TV2-117A, dotée de roulements d'arbre étanches au graphite[2],[6]. Il a été produit à partir de 1985[3]. Tous les -117A revenant en usine pour révision ressortaient convertis en -117AG ;
- TV2-117F : (en russe : « ТВ2-117Ф ») Version produite en quantité limitée dans les années 1970, devant propulser le Mi-8FT dans des conditions difficiles[2],[6]. Il a une puissance au décollage de 1 500 ch et une puissance en continu de 1 440 ch. Cette puissance peut être portée à 1 700 ch en régime d'urgence, si l'un des deux moteurs connait une défaillance. Le -117F a reçu la certification de la FAA pour être utilisable au Japon ;
- TV2-117TG : (en russe : « ТВ2-117ТГ ») Version polycarburant[2],[6], pouvant fonctionner au GPL, à l'essence, au kérosène, au Diesel et même un mélange de ces carburants dans n'importe quelle proportion. Installé sur le Mi-8TG, il a été conçu pour supporter les hivers rigoureux de l'Union soviétique et peut fonctionner sous toutes les conditions climatiques. Ce moteur a eu une importance particulière en temps de guerre, lorsque les chaînes d'approvisionnement en carburant classiques ont connu de gros problèmes de quantité, de qualité et de pénuries[2],[6]. La chambre de combustion de cette version est dotée de protections thermiques améliorées et de buses d'injection de carburant centrifuges. La commutation automatique d'un carburant à l'autre en fonctionnement est automatique[5]. Dans le cas d'utilisation de GPL, la pression de carburant à l'entrée du dispositif de dosage de carburant doit être supérieure à la pression de vapeur d'environ 1,5 kg/cm2 sur toute la plage de températures possibles de carburant, afin d'éviter une cavitation dans la pompe à carburant. Le moteur est doté d'un système de dégivrage automatique et peut recevoir un système de filtres anti-poussières à l'admission[5] ;
- TR2-117 : (en russe : « ТP2-117 ») Turboréacteur expérimental pour avions sans pilote.

## Applications
- Antonov An-24 (application bi-turbopropulseur envisagée)
- Mil Mi-8
- Mil Mi-14